# Федоряк Марія Михайлівна
Марія Михайлівна Федоряк (нар. 1972) — українська дослідниця в галузі екології та ентомології, завідувачка кафедри екології та біомоніторингу Чернівецького національного університету імені Юрія Федьковича, доктор біологічних наук (2011), професор (2014), заслужений працівник освіти України (2015).

## Життєпис
Марія Федоряк закінчила кафедру зоології Чернівецького національного університету 1994 року. 1998 року захистила дисертацію кандидата біологічних наук з біохімії, присвячену антиоксидантним системам щурів. 2011 року захистила дисертацію доктора біологічних наук з екології на тему «Аранеоіндикація урбоекосистем (на прикладі України)». З 2019 року очолює кафедру екології та біомоніторингу Чернівецького університету.

## Наукова діяльність
Наукові інтереси Марії Федоряк лежать у галузі екології членистоногих, зокрема бджіл, біомоніторінгу, систематики павуків, історії біології.
Марія Федоряк є національною координаторкою міжнародного проєкту запобігання зниженню чисельності медоносної бджоли «COLOSS», який об'єднує понад 800 спеціалістів з понад 90 країн. З 2015 року проводить анкетування українських бджолярів для вияснення ситуації з бджолиними колоніями.
Марія Федоряк також досліджує павуків України, є співавторкою описів низки нових для України видів, зокрема невідомого раніше науці самця Carpathonesticus eriashvilii
Під керівництвом Марії Федоряк виконано низку міжнародних проєктів. У 2017—2018 роках вона керувала спільним українсько-австрійським проєктом «Дослідження смертності медоносних бджіл в Україні й Австрії: спільний аналіз даних
і факторів ризику, інформаційна підтримка бджолярів» разом з професором Робертом Бродшнайдером з Інституту зоології Грацького університету. У 2023 році команда кафедри екології під керівництвом Марії Федоряк виграла перший в історії Чернівецького національного університету грант Horizon Europe на тему «Відновлення середовищ існування запилювачів у європейських агроландшафтах на основі мультипартисипативного підходу (RestPoll: Restoring Pollinator habitats across European agricultural landscapes based on multi-actor participatory approaches)»
Станом на січень 2025 року має 23 наукові публікації в базі Scopus, процитовані понад 660 разів, індекс Гірша дорівнює 12

## Громадська діяльність
Марія Федоряк керує відділенням біології Буковинської Малої академії наук, входить до складу журі Всеукраїнської олімпіади з екології. Також бере участь в інформаційних заходах для школярів та громадськості, зокрема розповідає про екологічну шкоду підпалів сухої трави.
З 2020 року працює також керівницею проєктного відділу благодійного фонду «Карітас Чернівецької Єпархії», за цей період супроводжувала близько 20 проєктів, зокрема присвячений неформальній екологічній освіті для дітей та протидії торгівлі людьми.

## Публікації

### Навчальні
- М. М. Федоряк, Г. Г. Москалик. Основи екології: навчальний посібник / Чернівецький національний університет ім. Юрія Федьковича. — Чернівці: ЧНУ, 2009. — 336 с. — ISBN 978-966-423-027-5
- М. М. Федоряк, А. В. Жук. Карантинні організми та захворювання рослин: навч. посіб. / Чернів. нац. ун-т ім. Ю. Федьковича. — Вид. 2-ге, стер.. — Чернівці: Рута, 2012. — 74 c. — Бібліогр.: с. 74 — укp.

### Наукові праці
Авторка понад 70 наукових праць, серед яких:
- Федоряк М. М. Наукова спадщина Александру Рошки як основа для ретроспективного аналізу аранеофауни Буковини: монографія / М. М. Федоряк ; наук. ред. С. С. Руденко. — Чернівці: Друк Арт, 2015. — 176 с.
- Marusik, Y. M., Fedoriak, M. M., Koponen, S., Prokopenko, E. V. & Voloshyn, V. L. (2017). Taxonomic notes on two species of Nesticidae (Arachnida: Araneae) in the Ukraine, with the first description of the male of Carpathonesticus eriashvilii. Arachnology 17(6): 302—308. doi:10.13156/arac.2017.17.6.302
- Fedoriak, M. M., Timochko, L. I., Kulmanov, O. M., Volkov, R. A., & Rudenko, S. S. (2017). Моніторинг втрат колоній медоносних бджіл (Apis mellifera L.) в Україні після зимівлі 2015—2016 рр. Ukrainian Journal of Ecology, 7(4), 604—613. https://doi.org/10.15421/2017_167
- Fedoriak, M. M., Angelstam, P. K., Kulmanov, O. M., Tymochko, L. I., Rudenko, S. S., & Volkov, R. A. (2019). Ukraine is Moving Forward from «Undiscovered Honey Land» to Active Participation in International Monitoring of Honey Bee Colony Losses. Bee World, 96(2), 50–54. https://doi.org/10.1080/0005772x.2018.1554279